# Calloused Hands
Calloused Hands è un film del 2013 diretto da Jesse Quinones.

## Trama
Il dodicenne Josh è un ragazzo che si rivela essere un promettente giocatore di baseball. La vita di Josh non è pero tutta rose e fiori: viene trascurato dalla madre Debbie ed è ripetutamente abusato fisicamente e mentalmente da Byrd, il fidanzato di sua madre. Qualcosa cambia nella sua vita quando il nonno materno insiste affinché si prepari per il suo Bar mitzvah.

## Produzione
Il film è stato girato con un budget stimato di 750.000 dollari.

## Riconoscimenti
- 2013 - Rhode Island International Film Festival
  - Celebrating Films that Reflect the Jewish Experience